# Equmeniakyrkans sångarförbund
Equmeniakyrkans sångarförbund (eller bara Sångarförbundet) vill stimulera musiklivet inom Equmeniakyrkan genom att erbjuda kurser och inspirationsdagar både för körsångare och körledare. Dessa kurser skall hålla hög kvalitet gällande ledare och innehåll. Kurserna skall ge inspiration och motivation. Många svenska musikledare och musiklärare har på så sätt en gång fått sin grund och erfarenhet genom Sångarförbundets verksamhet.

## Historia
Svenska baptisternas sångarförbund (SBS), med anknytning till Svenska baptistsamfundet, var Sveriges äldsta sångarförbund och grundades 1912. Svenska missionskyrkans sångarförbund (SMS), som hade anknytning till Svenska missionskyrkan för samfundets körer, grundades 1927. År 2012 gick ovanstående sångarförbund samman i och med sammanslagningen av samfunden (inklusive Metodistkyrkan i Sverige) och bildandet av Equmeniakyrkan. Under en period kallade man sig "SMS/SBS sångarförbund". Sångarförbundet bestod då av alla sånggrupper i interimsorganisationen Gemensam Framtid: Babysånggrupper, musiklekgrupper, barnkörer, ungdomskörer, gospelkörer, vuxenkörer, vokalensembler, musikföreningar, damkörer, manskörer och pensionärskörer.